# Бачильери, Бартоломео
Бартоломео Бачильери (итал. Bartolomeo Bacilieri; 28 марта 1842, Фумане, Ломбардо-Венецианское королевство — 14 февраля 1923, Верона, королевство Италия) — итальянский кардинал. Титулярный епископ Ниссы и коадъютор, с правом наследования, Вероны с 1 июня 1888 по 12 марта 1900. Епископ Вероны с 12 марта 1900 по 14 февраля 1923. Кардинал-священник с 15 апреля 1901, с титулом церкви Сан-Бартоломео-аль-Изола с 18 апреля 1901.